# Колегіум єзуїтів (Луцьк)

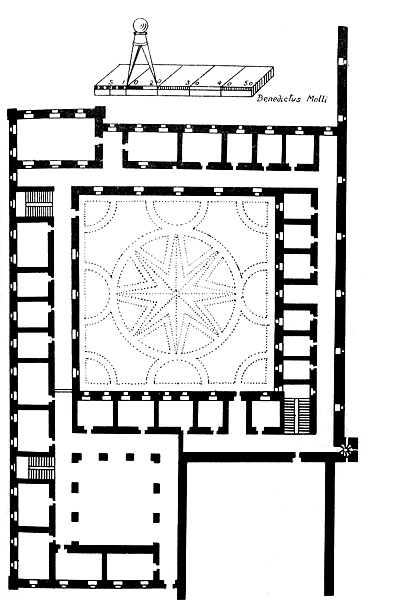
Проект Бенедикта Моллі

Луцький єзуїтський колегіум, або Луцька єзуї́тська коле́гія — колишній навчальний заклад, «дім Товариства Ісуса» у Луцьку. Почав діяльність у 1612 році за сприяння єпископа Павела Волуцького.

## Відомості
У 1606 році записано фундуш для заснування колегіуму єзуїтів у Луцьку (затверджений генералом Ордену Аквавівою в 1608 році). Ініціятором фундушу був єпископ Марцін Шишковський.
Луцький колегіум єзуїтів сприяв спольщенню записів судово-адміністративних книг у місті: в 1620—1640 роках їх відсоток доходив до 73, в той час як у 1610—1620-х становив тільки 9.

### Навчання в колегіумі
Колегіум і Студії граматичні й риторичні діяли у 1608—1611 роках під ректорством Обріціуса. Першим магістром був ксьондз, тлумач Біблії Станіслав Вуєк. Спочатку, поки велике приміщення для колегіуму тільки проектувалося, він містився у будинку біля дзвіниці, відданий для навчання єпископом Шишковським. На початках у колегіумі навчалося 150 учнів, у пізніші часи їх кількість сягала більше 300. Навчання було безкоштовним, а викладання на високому рівні, тому до Луцька приїжджали вчитися зі Львова, Острога та Києва. Курс моральної теології для студентів ввели у 1615 році. Філософію — з 1636. Викладали також фехтування, танці, мови. Також діяв театр, для чого була відведена окрема театральна зала у приміщенні колегіуму. Викладання філософії припинили у 1638 і поновили аж у 1688. Математику і фізику викладали у 1692—1695, а згодом відновили у 1753. У 1762 році навчання доповнили курсом етики та вищим курсом філософії.
Луцький єзуїтський колегіум був одним із найзаможніших на Волині.
Після касації ордену в 1773 році викладачі луцького єзуїтського колегіуму стали викладати в інших школах міста. А також у вищій школі академічного типу, яка була організована Народною комісією освіти частково у приміщеннях обгорілої кафедри Святої Трійці, а частково у колишньому колегіумі.

### Будівля
1609 році луцькі єзуїти отримали дозвіл польського короля Сигізмунда III на купівлю ділянок для будівництва нового колегіуму й костелу. Не виключено, що проект будівництва був розроблений архітектором М. Гінтаом за участю італійського архітектора Джакомо Бріано.
Італійський архітектор Бенедетто Моллі в 1646 році нарисував проєкт будівлі Колегіуму єзуїтів у Луцьку. Рисунок перебуває в Парижі, у збірці «Національної Бібліотеки»

### Відомі люди

#### Навчались
- Казимир Флоріан Чарторийський — примас Польщі.

#### Доброчинці
- Катерина Загоровська — донька Стефана, дружина Войцеха Чацького (староста володимирський, полковник ЙКМ), київського підкоморія Адама Олізара.[10]
- князь Юрій Чорторийський — луцький староста[11]
- Юрій Вишневецький, в 1614 році переписав права на якісь земельні ділянки.[12]